# Erstes Vatikanisches Konzil

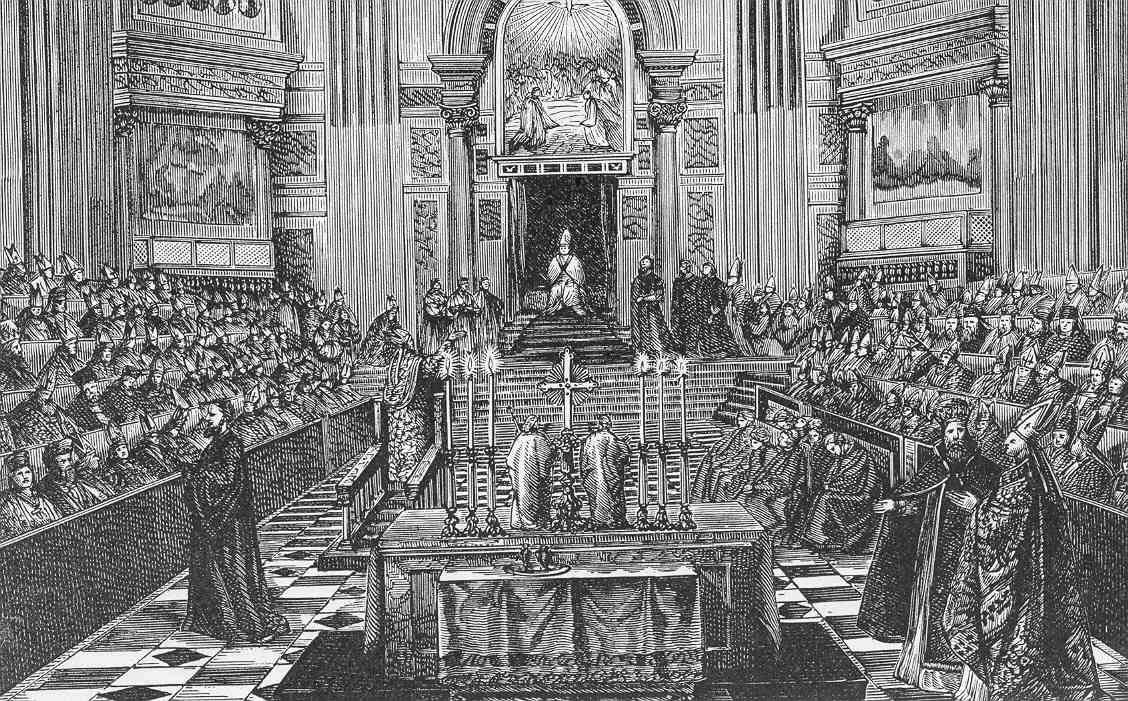
Das Erste Vatikanische Konzil (Vaticanum I)

Das Erste Vatikanische Konzil (kurz auch I. Vatikanum bzw. I. Vaticanum oder Vatikanum I bzw. Vaticanum I; lateinisch Concilium Oecumenicum Vaticanum I), das von der römisch-katholischen Kirche als das 20. allgemeine bzw. Ökumenische Konzil angesehen wird, begann am 8. Dezember 1869. Es verkündete im Sommer 1870 ein Lehrdokument über den katholischen Glauben, den päpstlichen Jurisdiktionsprimat und erhob die Lehre von der Unfehlbarkeit des Papstes „bei endgültigen Entscheidungen in Glaubens- und Sittenlehren“ definitiv zum Dogma; aus dem Widerstand gegen diese Beschlüsse ging die altkatholische Kirche hervor. In der Sitzungspause kam es nach der Kriegserklärung von Frankreich an Preußen zum Deutsch-Französischen Krieg, worauf das Königreich Italien den Kirchenstaat besetzte. Das Konzil wurde nicht wieder aufgenommen und am 20. Oktober 1870 auf unbestimmte Zeit vertagt.

## Geschichte
Das erste Vatikanische Konzil wurde am 29. Juni 1867 aus Anlass des 1800-jährigen Jubiläums des Martyriums von Petrus und Paulus von Papst Pius IX. einberufen. Ziele des Konzils sollten die Abwehr „moderner Irrtümer“ und die zeitgemäße Anpassung der kirchlichen Gesetzgebung sein.

### Terminologie
Die Bezeichnung „Erstes Vatikanisches Konzil“ ist erst aufgekommen, nachdem auch das Zweite stattgefunden hatte; vorher war nur die Rede vom Vatikanum oder Vatikanischen Konzil.

### Vorgeschichte
Pius IX. hatte sein Pontifikat seit den Erhebungen in Italien 1848 vor allem dem Kampf gegen das Risorgimento und den Liberalismus gewidmet. Dazu hatte er schon vor dem Konzil die Enzyklika Quanta Cura veröffentlicht, die als Anhang den Syllabus errorum (über die zu verwerfenden Zeitirrtümer) enthielt. Diesem Kampf sollte sich auch das Erste Vatikanum widmen. Dazu wurden ab dem 6. Dezember 1864 zunächst Kurienkardinäle, dann auch Bischöfe des lateinischen und später auch des orientalischen Ritus geheim zur Abfassung entsprechender Gutachten aufgefordert. Aufgrund dieser Gutachten arbeiteten ab dem Sommer 1867 fünf Sachkommissionen, die zu zwei Dritteln mit Kurienangehörigen und zu einem Drittel mit Auswärtigen besetzt waren, an den Schemata, die dem Konzil zur Beratung vorgelegt werden sollten. Die letzte Formulierung der Schemata oblag dabei einer Zentralkommission, welche auch über die verwendete Geschäftsordnung zu befinden hatte.
Die Ankündigung des Konzils verschärfte in der katholischen Welt den (vor allem in Frankreich seit ca. 1830 andauernden) Streit zwischen staatsnahen Katholiken und den Ultramontanen bzw. den Anhängern des Syllabus Errorum. Da schnell klar war, dass das Konzil in die Richtung der Ultramontanen weisen würde, verstärkten sich diese Gegensätze in der Folge noch weiter. Besondere Schärfe in die Diskussion brachte ein Buch des katholischen Theologen Ignaz von Döllinger, das dieser unter dem Pseudonym „Janus“ veröffentlichte und sich im Interesse deutschnationaler Identität gegen Primat und Unfehlbarkeit des Papstes wandte. Erst durch die dadurch ausgelöste Kontroverse richtete sich die Aufmerksamkeit auf diesen Punkt, der bis dahin im ursprünglichen Programm kaum vorgesehen war.
Viele Regierungen befürchteten außerdem, dass das Konzil auf der Grundlage des Syllabus, der eine politisch motivierte Trennung von Religion und Staat abgelehnt hatte, von neuem Ansprüche auf weltliche Gewalt erheben würde.

### Eröffnung
Nach der Eröffnung des Konzils am 8. Dezember 1869 fanden die Beratungen der Konzilsväter in 89 Generalkongregationen unter Vorsitz von fünf italienischen Kardinälen statt. Nach einem zeitgenössischen Stich trug Pius IX. als Konzilsvater zur Eröffnung über seiner Soutane ein weißes Chorhemd, eine Mozetta, eine Stola sowie die Tiara auf seinem Haupt. Der Papst selbst präsidierte lediglich an den vier feierlichen Sitzungen (so auch beim Zweiten Vatikanischen Konzil). Als Konzilsaula fungierte der nördliche (rechte) Kreuzarm des Petersdoms.

### Teilnehmer
Am Konzil nahmen zu Anfang 792 Prälaten teil. Insgesamt 1089 hätten eine Teilnahmeberechtigung gehabt. Später nahmen im Schnitt 700 Prälaten an den Sitzungen teil, gegen Ende waren es nur mehr 600. Ein Drittel von ihnen kam aus außereuropäischen Ländern, unter ihnen befanden sich 61 aus den unierten Ostkirchen, 121 aus Amerika, 41 aus Asien, 18 aus Ozeanien und 9 aus Afrika. Die meisten von ihnen hatten eine europäische Bildung, weswegen das Konzil im Prinzip von europäischen Interessen dominiert wurde. Deutschland und Österreich entsandten beispielsweise 77 Vertreter, die Vertreter der Italiener (35 %) und Franzosen (17 %) machten zusammen mehr als die Hälfte aller Teilnehmer aus. So war dieses das bis dahin teilnehmerstärkste Konzil.

### Verlauf
Von Anfang an bestimmte die Debatte über die päpstliche Unfehlbarkeit das Konzilgeschehen und teilte die Konzilsväter in zwei Lager. Vor allem Bischöfe forderten die Verabschiedung eines solchen Dogmas. Die 88 Gegner der Unfehlbarkeitserklärung machten 20 % aus. Zu ihnen gehörte aber fast der ganze deutsch-österreichische Episkopat, Schweizer Bischöfe und ein Teil des französischen Bischofskollegiums.
Der Konzilsmehrheit gelang es, Gegner des Unfehlbarkeitsdogmas (wie Ignaz von Döllinger) von der für diese Frage bedeutendsten Kommission, der Kommission Deputatio Fidei, auszuschließen. Die Gegner des Dogmas bezweifelten meist nicht dessen Wahrheit, sondern aus politischer Rücksicht die Opportunität der Definition. Döllinger hatte darauf hingewiesen, dass es in der Vergangenheit einen nachweislich fehlbaren Papst gab.
Am 28. Dezember 1869 begann die Prüfung der ersten Vorlage einer dogmatischen Konstitution gegen den Irrtum des modernen Rationalismus. Sie fiel in den Beratungen durch und wurde von den Kommissionspräsidenten zur Neuvorlage an die betreffende Kommission zurückverwiesen. Die Beratungen in der Konzilsaula erwiesen sich als schwierig, da man die Redezeit nicht begrenzt hatte und sich folglich in Einzelheiten verlor. Dies wurde beim Zweiten Vatikanum anders gehandhabt. Im März 1870 stand die Konstitution zur Wiedervorlage an und wurde am 24. April 1870 angenommen und durch den Papst als Konstitution Dei Filius proklamiert.
Zu diesem Zeitpunkt hatte die Konzilsmehrheit längst ihre Kräfte gebündelt, um die Frage der päpstlichen Unfehlbarkeit auf die Tagesordnung zu setzen. Schon Ende Dezember 1869 war eine entsprechende von 450 Konzilsvätern unterschriebene Petition an den Papst gesandt worden. Die Konzilsminderheit versuchte daraufhin, die Mehrheit durch theologische Broschüren und Abhandlungen von ihren Plänen abzubringen. Sie brach dazu sogar das Konzilsgeheimnis und begann eine Pressekampagne gegen das Vorhaben.
Der Papst beschloss aber am 1. März 1870, dass dem Schema „De Ecclesia“ (über die Kirche) ein Zusatz (Caput addendum de Romani Pontificis Infallibilitate) hinzugefügt werden solle, der die Unfehlbarkeit des Petrusnachfolgers behandeln sollte. Nach mehreren Schritten der Konzilsmehrheit entschied er am 27. April 1870, dass dieser Zusatz eine Konstitution werden solle, die vor dem Konzilsplenum zu beraten wäre. Am 13. Mai begann die Beratung über die Konstitution, die sich mit der Opportunität der Definition, theologischen Fragen und praktischen Fragen nach Vor- und Nachteilen befasste. Der Text wurde dabei oftmals verbessert, jedoch nicht zur Zufriedenheit aller. Bei einer Abstimmung am 13. Juli 1870 erhielt die Konstitution 88 Gegenstimmen. Die endgültige Abstimmung sollte am 18. Juli 1870 in Anwesenheit des Papstes bei der vierten öffentlichen Sitzung erfolgen. Um dort nicht gegen das Dokument stimmen zu müssen, verließen an die 60 Bischöfe vorher die Stadt. In der Sitzung stimmten 533 für die Definition des Jurisdiktionsprimats und der päpstlichen Unfehlbarkeit, 2 stimmten dagegen. Die Gegner unterwarfen sich alsbald. Diese Konstitution (De ecclesia Christi) mit ihrem umstrittenen vierten Kapitel (De Romani Pontificis infallibili magisterio) besagt u. a.: 

„Der Papst übt als Nachfolger Petri, Stellvertreter Christi und oberstes Haupt der Kirche die volle ordentliche, unmittelbare bischöfliche Gewalt über die Gesamtkirche und über die einzelnen Bistümer aus. Diese erstreckt sich sowohl auf Sachen des Glaubens und der Sitten als auch auf die Disziplin und Kirchenleitung […]“

Die Diskussion über diese Frage war mit der Abstimmung nicht beendet, nunmehr aber Dogma, an dessen absolute Verbindlichkeit sich zu halten war. Es kam daher zur Abspaltung der Altkatholiken, die das Dogma nicht anerkennen wollten. Nach dieser Sitzung sollte das Konzil zwar weitergehen, doch hatte der Papst einen Urlaub bis 11. November 1870 erteilt, von dem bis auf knapp 100 Bischöfe alle Gebrauch machten. In zwei Generalkongregationen wurde noch über das Schema De Sede Episcopali vacante (über die Sedisvakanz) verhandelt.
Doch nachdem Frankreich Preußen den Krieg erklärt und Frankreich als bisherige Schutzmacht des Kirchenstaats seine Truppen von dort abgezogen hatte, nutzten die Italiener die Gelegenheit, den Kirchenstaat am 20. September 1870 zu annektieren. Einen Monat später vertagte der Papst das Konzil „sine die“ („ohne Termin“, also auf unbestimmte Zeit) – es wurde nicht wieder aufgenommen.

## Konzilsdokumente
- Dei Filius, 1870 (Dogmatische Konstitution über den katholischen Glauben)
- Pastor Aeternus, 1870 (Dogmatische Konstitution über die Kirche Christi)

## Reaktionen
Die Verkündung des Jurisdiktionsprimats und der Unfehlbarkeit des Papstes führte vielerorts zu ablehnenden Reaktionen. Österreich etwa kündigte ein 1855 mit der Kurie geschlossenes Konkordat unter Berufung auf die clausula rebus sic stantibus auf.
Auch kam es zur Kirchenabspaltung und Gründung der Altkatholischen Kirche und der Christkatholischen Kirche der Schweiz.